# Keresztúr
Keresztúr (szlovákul Hostie) község Szlovákiában, a Nyitrai kerület Aranyosmaróti járásában.

## Fekvése
Aranyosmaróttól 8 km-re északkeletre, a Keresztúri-patak partján fekszik.

## Története
A község területe már a római korban lakott volt. Erről tanúskodik az itt megtalált Teodosius császár idejéből származó aranypénz.
A mai települést 1332-ben a pápai tizedjegyzékben „Ecclesia Sancte Crusis" néven említik először, ekkor már működött plébániája is. Szent Kereszt templomának papja jövedelme után egy márka adót fizetett. 1388-ban „Keresztwr" alakban említik és Hrussó várának tartozéka volt. Hrussó vára 1293 előtt épült. 1403-ban Zsigmond hívei visszafoglalták a lázadóktól. 1446-ban a husziták foglalták el. Keresztúr később Tapolcsány várához tartozott, majd a Keglevich család birtoka volt.
A falunak 1424-ben vámszedési joga volt. 1468-ban Zelchen Pál zálogbirtoka, ekkor „Sythua Keresztwr" néven említik. Szomszédságában feküdt az utoljára 1504-ben említett Leves falu, melyet valószínűleg a zablathi Salcer Lőrincnek eladott Hrussó várával kapcsolatban említettek. Az új birtokos 1525-ben végrendelkezett. A 16. században Keresztúr temploma is elpusztult, de a 17. században újjáépítették. 1600-ban 25 adófizetője volt a településnek. 1714-ben 44, de öt évvel később már 137 család élt itt. 1720-ban malma és 19 adózó portája volt. 1828-ban 104 házában 715 lakos élt. Első iskolája 1831-ben létesült, az állandó iskolaépületet 1885-ben a Keglevich család építtette. A falu a nagytapolcsányi uradalomhoz tartozott. 1812-ben 598 lakosa volt. Lakói fűrészeléssel, fazsindely- és faárukészítéssel foglalkoztak.
A trianoni békeszerződésig Bars vármegye Aranyosmaróti járásához tartozott. Lakói részt vettek a szlovák nemzeti felkelésben, ezért 1944–45-ben környékén véres harcok folytak a németek és a partizánok között.
A területén állt egykori Hrussóváralja a 13. században a vár szolgálófalujaként keletkezett. Csák Mátéé, majd királyi birtok. Később a Perényi, Ilsvay és más nemesi családoké, de az esztergomi érsekségnek is volt itt birtoka. A hrussói váruradalom központja volt. 1708-ban császári katonaság pusztította el.

## Népessége
| Év:            | 1994. | 2004.   | 2014.   | 2024.   |
| -------------- | ----- | ------- | ------- | ------- |
| Emberek száma: | 1217  | 1222    | 1214    | 1186    |
| Eltérés:       |       | +0,41 % | -0,65 % | -2,30 % |

| Év:            | 2023. | 2024.   |
| -------------- | ----- | ------- |
| Emberek száma: | 1192  | 1186    |
| Eltérés:       |       | -0,50 % |

1880-ban 648 lakosából 606 szlovák és 10 magyar anyanyelvű volt.
1890-ben 692 lakosából 665 szlovák és 15 magyar anyanyelvű volt.
1900-ban 794 lakosából 764 szlovák és 13 magyar anyanyelvű volt.
1910-ben 924 lakosából 859 szlovák, 55 magyar, 8 német és 2 egyéb anyanyelvű volt.
1921-ben 959 lakosából 953 csehszlovák volt.
1930-ban 963 lakosából 957 csehszlovák volt.
1991-ben 1238 lakosából 1224 szlovák volt.
2001-ben 1215 lakosából 1202 szlovák volt.
2011-ben 1170 lakosából 1139 szlovák és 1 magyar volt.
2021-ben 1209 lakosából (+1) magyar, 1177 (+4) szlovák, 14 (+2) egyéb és 18 ismeretlen nemzetiségű volt.

## Neves személyek
- Itt született Belo Kapolka (1935-1994) szlovák író, hegymászó.
- Hrussó várában hunyt el 1683-ban Szarka Gáspár jezsuita áldozópap és tanár.
- Valószínűleg Hrussó várában hunyt el 1683-ban Esterházy Ferenc semptei főkapitány, somogyi főispán.
- Valószínűleg a településhez köthetőek: Csubai Mátyás (?–1794) katolikus pap; Flizár György (1791–1863) teológiai doktor, tanár; Petényi Salamon János (1799–1855) magyar természettudós, zoológus; Pogrányi Benedek (?–1614) törökverő vitéz; Israel Wahrmann (1755–1826) rabbi.

## Nevezetességei

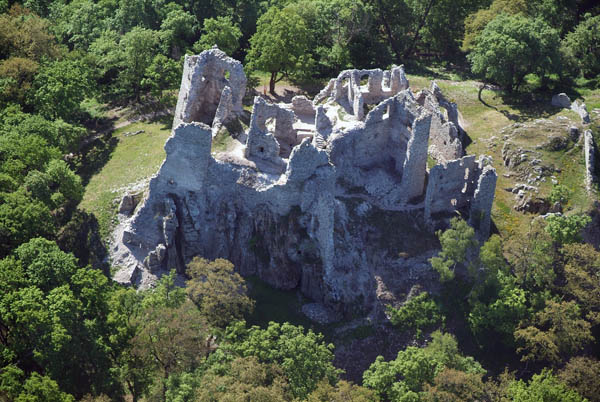
Hrussó vára

- Határában, északi irányban, egy hosszúkás hegygerinc fennsíkjának végén, 488 méteres magasságban állnak Hrussó várának romjai.
- A község fontos műemléke a Szent Kereszt-templom, melyet egy középkori rotundához építettek. A rotunda a templom keleti végén helyezkedik el.